# Grotta del Boquete
La Grotta del Boquete è una sito archeologico nel territorio di Zafarraya in Andalusia, dove nel 1983 è stata ritrovata una mandibola di Homo neanderthalensis. La mandibola è stata datata a 30 000 anni, uno dei ritrovamenti più recenti riferiti alla specie. Vicino alla mandibola sono stati trovati strumenti del periodo musteriano datati a 27 000 anni fa. La scoperta è stata una delle prime prove certe della contemporanea presenza in Europa, per un periodo significativo di anni, di neandertaliani e homo sapiens.